# Dipartimento del Reno e Mosella
Reno e Mosella (in lingua francese: Rhin-et-Moselle, ʁɛn.e.mɔzɛl; in tedesco Rhein-und-Mosel) è stato un dipartimento della Prima Repubblica francese e poi del Primo impero francese il cui territorio si trova interamente nell'attuale Germania. Il suo nome deriva dai fiumi Reno e Mosella. Venne istituito nel 1798, quando la sponde sinistra del Reno venne annessa alla Francia rivoluzionaria. Prima dell'occupazione francese, il territorio del dipartimento era diviso fra l'Elettorato di Colonia, l'Elettorato di Treviri e l'Elettorato del Palatinato. Dopo la sconfitta di Napoleone nel 1814, il dipartimento entrò a far parte del Regno di Prussia. Attualmente, il dipartimento fa parte degli stati tedeschi della Renania-Palatinato e della Renania Settentrionale-Vestfalia. Il capoluogo era Coblenza.

## Suddivisione amministrativa
Il dipartimento era suddiviso nei seguenti arrondissement e cantoni (situazione al 1812):
- Koblenz (Coblence), cantoni: Koblenz (Coblence), Andernach, Boppard, Cochem, Kaisersesch, Lutzerath, Mayen,  Münstermaifeld (Munstermayfeld), Polch, Rübenach (Rubenach), Treis (Treiss) e Zell.
- Bonn, cantoni: Bonn (2 cantoni), Adenau, Ahrweiler, Remagen, Rheinbach, Ulmen, Virneburg (Virenbourg) e Wehr.
- Simmern, cantoni: Simmern, Bacharach, Kastellaun (Castellaun), Kirchberg, Kirn, Kreuznach (Creuznach), Sankt Goar (Saint Goar), Sobernheim, Stromberg e Trarbach.

La popolazione del dipartimento ammontava nel 1812 a 269.700 abitanti, distribuiti su una superficie di 588.419 ettari (45,8 ab./km²).